# Шуазёль-Прален, Шарль де
Шарль де Шуазёль (фр. Charles de Choiseul; 1 февраля 1563 — 1 февраля 1626), маркиз де Прален — французский военный и государственный деятель, маршал Франции.

## Биография
Сын Ферри де Шуазёля, сеньора де Прален, рыцаря ордена короля, умершего от раны, полученной в битве при Жарнаке, и Анны де Бетюн, дамы д'Остель, виконтессы де Шавиньон.
Военную службу начал добровольцем в 1580 году при осаде Ла-Фера.
В 1584 году командовал ротами пехоты и шеволежеров, а в следующем году набрал пехотный полк. В кампанию 1586 года в войсках герцога Майенского участвовал во взятии Монтиньяк-ле-Конта, Больё, Кастеля, Сен-Базея, Монсегюра и Кастильона. В 1587 году также отличился в нескольких осадах и бою при Вимори. По окончании кампании его полк был распущен.
Капитан гренадерской роты (1588). В 1589 году выступил на помощь королю для осады Парижа.
Присягнул Генриху IV, участвовал в битве при Иври 14 марта 1590. Был с королём при осаде Шартра, сдавшегося 12 апреля 1591. В 1592 году участвовал в осаде Руана и битве при Омале. 20 марта король назначил его капитаном первой французской роты телохранителей (позднее рота Вильруа), ставшей вакантной после смерти графа де Клермон д'Антрага и маркиза де Ришельё.
Был губернатором Труа, генеральным наместником бальяжа этого города, капитаном роты из пятидесяти тяжеловооружённых всадников, и командующим в Шампани, которую удержал в повиновении королю.
В 1593 году под командованием герцога де Буйона нанёс поражение армии герцога Лотарингского, осаждавшей Бомон, убил 1500 человек и взял шесть орудий.
7 января 1595 пожалован в рыцари орденов короля. 5 июня сражался в битве при Фонтен-Франсез.
20 июля 1597, во время осады Амьена, был произведён в лагерные маршалы.
После смерти Жоашена де Дентевиля, генерального наместника Шампани, губернаторство этой провинции было разделено на четыре генеральных наместничества, и маркиз де Прален 20 января 1608 получил управление бальяжами Труа, Лангра, Шалона, Санса, Эперне, и 10 мая был зарегистрирован Парижским парламентом.
20 июня 1610 в качестве лагерного маршала был направлен для участия в осаде Юлиха в составе войск маршала Лашатра, и участвовал во взятии этой крепости, сдавшейся 1 сентября. 1 января 1611 отставлен от должности капитана роты телохранителей.
Лагерный маршал в армии Буа-Дофена в 1615 году, осадил и 13 сентября взял Крей-сюр-Уаз, 7 января 1616 под командованием герцога де Гиза атаковал у Нантёя близ Пампру три полка принца Конде, разоружил их, взял пять знамён и пять кампмейстеров. В том же году его сын был признан наследником генерального наместничества в Шампани.
При осаде Ретеля, сдавшегося де Гизу 16 апреля 1617, Прален был ранен мушкетной пулей в бедро. 24 августа 1619 в Плесси-ле-Туре был назначен маршалом Франции.
В 1620 году осадил Кан, сдавшийся королю в июле. При осаде Сен-Жан-д'Анжели в 1621 году руководил одной из атак 3 июня. 6-го был ранен во время боя во рву, 23-го крепость капитулировала. При осаде Монтобана 17 сентября получил мушкетную пулю в живот, 23-го отбросил противника, захватившего четыре орудия, 28-го разбил отряд, шедший на помощь осаждённым. В дальнейшем вместе с маршалом Шоном при помощи минирования и подкопа добрался до контрэскарпа, но 2 ноября герцог де Люин снял осаду. 10-го Прален отпросился из армии по болезни.
Под командованием короля руководил разгромом Субиза на острове Ре 16 апреля 1622. Затем взял Руайян, Негрепелис, Люнель и ещё несколько крепостей. Указом, данным в лагере под Монпелье 15 августа, назначен губернатором и генеральным наместником Сентонжа и Они вместо герцога д'Эпернона. 13 сентября во главе полка гвардии овладел горнверком Монпелье. 19 октября король простил жителей Монпелье и заключил мир с кальвинистами.
В 1625 году герцог де Роган высадил десант на берегах Медока и Олонна, но маршал Прален и маркиз де Туара его разгромили 18 января 1626. Маршал умер вскоре после этого.
Считался одним из самых храбрых и благородных военачальников своего времени. В правление Людовика XIII был одним из наиболее твёрдых и последовательных сторонников укрепления королевской власти. Всего был 36 раз ранен.

## Семья
Жена (7.12.1591): Клод де Казийяк (ум. 1612), дочь Франсуа де Казийяка, сеньора де Сессака, и Клод де Дентевиль, дамы де Шене и Полизи
Дети:
- Катрин Бланш (1599—17.10.1673), первая придворная дама герцогини Орлеанской. Муж (27.05.1610): Жак д’Этамп, маркиз де Лаферте-Эмбо, маршал Франции
- Роже (ок. 1600—1641), маркиз де Прален
- Клод (1602—4.08.1667), аббатиса Нотр-Дам-де-Труа
- Анна (1697—29.08.1688), аббатиса Нотр-Дам-де-Труа с 1667
- Франсуаза (ок. 1609—5.05.1686). Муж (07.1629): Александр де Канонвиль (ум. до 1686), маркиза де Раффето
- Элизабет (ок. 1610—9.08.1677). Муж (23.02.1642): Анри де Генего (1609—1676), сеньор дю Плесси-Бельвиль, маркиз де Ла-Гарнаш
- Франсуа (1612—12.12.1690), маркиз де Прален. Жена (3.02.1653): Шарлотта д'Отфор (ок. 1610—1712), дочь маркиза Шарля д'Отфора и Рене дю Белле